# 1529-й тяжёлый самоходно-артиллерийский полк
1529-й тяжёлый самохо́дно-артиллери́йский полк — воинская часть Вооружённых Сил СССР во время Великой Отечественной войны.
Основным вооружением полка, отправленного на фронт в 1943 году, был новый образец вооружения — тяжёлые САУ СУ-152. Один из всего лишь двух таких полков, имевшихся в действующей армии к началу Курской битвы. Применение этих полков не сыграло заметной роли в битве.

## История
Начал формироваться в октябре-ноябре 1942 года в Уральском военном округе в Челябинской области. На вооружении полка состояли самоходные орудия СУ-152.
В составе действующей армии с 27 мая 1943 по 8 сентября 1943 и с 7 октября 1943 по 27 февраля 1943 года.
30 мая 1943 года прибыл и был включён в состав 7-й гвардейской армии. К началу Курской битвы насчитывал 270 человек личного состава, из них 67 командного состава, 74 сержантов и старшин и 129 рядовых. Личный состав был вооружён 87 винтовками и 92 автоматами. В распоряжении полка имелось 37 автомобилей. На вооружении полка имелось 12 самоходных орудий СУ-152 (три роты) и 1 командирский танк КВ-1с. Количество орудий в полку недоставало до штатной численности в 21 орудие. При этом полк являлся единственным тяжёлым самоходным полком Воронежского фронта.
Перед началом сражения полк предполагалось использовать в составе подвижной группы 24-го гвардейского стрелкового корпуса (в группу также входили 201-я танковая бригада, 1669-й истребительно-противотанковый артиллерийский полк). При благоприятном для советских войск развитии событий, эта группа должна была наступать из района село Гремячий, совхоз Поляна на село Крутой Лог.
К 5 июля 1943 года занял позиции в районе села Гремячего Шебекинского района Белгородской области.
С 7 июля 1943 года отражает атаки войск противника. Так, двумя батареями 7 июля 1943 года двумя батареями ведёт огонь в район северо-западнее Гремячего, где противник предпринял наступление на мотострелковый батальон 201-й танковой бригады силою до 300 автоматчиков при поддержке 20 танков. В течение всего дня 8 июля 1943 года ведёт тяжёлый бой, о чё свидетельствует журнал боевых действий полка:
…В течение суток полк вел огонь: 8.07.1943 г. в 16.00 по батарее штурмовых орудий на южной окраине свх. «Поляна». Подбито и сожжено 7 самоходных орудий и разбито 2 ДЗОТа, расход 12 ОФ гранат. В 17.00 по танкам противника (до 10 шт.), вышедшим на грейдерную дорогу 2 км юго-западнее свх. «Батрацкая Дача». Прямой наводкой СУ-152 3-й батареи 2 танка были зажжены и 2 подбиты, один из них Т-6[28]. Расход 15 ОФ гранат. В 18.00 3-ю батарею посетил командующий 7-й гв. А генерал-лейтенант Шумилов и вынес благодарность расчётам за отличную стрельбу по танкам. В 19.00 была обстреляна колонна автомашин и повозок с пехотой на дороге южнее свх. «Поляна», разбито 2 автомашины, 6 повозок с пехотой. До роты пехоты рассеяно и частично уничтожено. Расход 6 ОФ гранат.

11 июля 1943 года в связи с осложнением ситуации под Прохоровкой был придан 5-й гвардейской танковой армии, поступив в прямое подчинение П. А. Ротмистрова Планировалось, что полк поддержит своими тяжёлыми орудиями контрнаступление 29-го танкового корпуса.. Уже 11 июля 1943 года полку в составе корпуса была поставлена задача наступления в полосе: справа — Береговое, Андреевка, Мал. Маячки; слева — Провороть, Беленихино, Тетеревино.. Однако полк перехватили по пути и перенаправили в полосу обороны 69-й армии, где противник прорвал оборону и с ходу захватил мост через Северский Донец у села Ржавец в 20 километрах на юго-восток от станции Прохоровка. Позднее полк был возвращён, но прибыть вовремя в район Прохоровки не сумел, появившись в заданном районе в 18-00 12 июля 1943 года, когда контрудар уже завершился. При этом полк располагал всего одним боекомплектом и прибыл без тыловых служб и технического персонала 
 Сосредоточился полк у деревни Грушки и с 13 июля 1943 года вступил в бой, поддерживая части 29-го танкового корпуса в его наступлении на Сторожевое. 14 июля 1943 года во второй половине дня выдвинулся на южные окраины села Правороть и в этом районе участвует в боях вплоть до начала наступления 20 июля 1943 года. 24 июля 1943 года в составе армии выведен в резерв фронта.
С 3 августа 1943 года вновь участвует в боях, наступает в район западнее Харькова в ходе Белгородско-Харьковской операции. 17 августа 1943 года передан в подчинение в 5-й гвардейский механизированный корпус и поддерживая его (а тот в свою очередь, 32-й гвардейский стрелковый корпус) c 18 августа 1943 года наступает в общем направлении на Огульцы — Максимовку, в течение двух дней ведёт тяжёлые бои у Кадницы, пытаясь перерезать железную дорогу. Затем полк вместе с корпусом переброшен в полосу 53-й армии и с 22 августа 1943 года наступает на Харьков с запада, до конца августа ведёт бои в районе Коротыча. С 31 августа 1943 года вновь переброшен в район Огульцов и ведёт там тяжёлые бои первые дни сентября 1943 года, а 2 сентября 1943 года выведен в составе армии в резерв и направлен в район северо-западнее Харькова.
Вновь приступил к боям только через месяц. В начале второй декады октября 1943 года переправился через Днепр в районе Мишурина Рога и с 15 октября 1943 года наступает в общем направлении на Пятихатки. С боями в третьей декаде октября 1943 года вышел к Кривому Рогу, в течение нескольких дней ведёт тяжёлые бои за город. 5 ноября 1943 года в составе армии выведен в резерв фронта. С 14 ноября 1943 года наступает на участке 57-й армии с плацдарма на реке Ингулец близ Петрово, но без успеха. С начала декабря 1943 года наступает в районе Александрия в общем направлении на Чигирин. В течение декабря 1943 года ведёт тяжёлые бои в районе Омельгород — Каменка. В первые дня января 1944 года был переподчинён в составе корпуса 53-й армии. 3 января 1944 года в составе корпуса был выведен в резерв армии и сосредоточился в районе станции Хировка. С 5 января 1944 года прорывает оборону противника на фронте Топило — железнодорожная станция Треповка (западнее Знаменки). К 16 января 1944 года в тяжёлых боях вышел на подступы к Новомиргороду, где был возвращён в 5-ю гвардейскую танковую армию, но 17 января 1944 года вновь в составе корпуса вышел из состава танковой армии, поступил в резерв, направлен на доукомплектование в район Глинска, Знаменки, Янова в Кировоградской области. Там же полк 28 февраля 1944 года преобразован в 333-й гвардейский Витебско-Полоцкий тяжёлый самоходно-артиллерийский полк.

## Подчинение
| Дата       | Фронт (округ)            | Армия                          | Корпус                                  | Бригада |   |
| ---------- | ------------------------ | ------------------------------ | --------------------------------------- | ------- | - |
| 01.04.1943 | Уральский военный округ  | -                              | -                                       | -       | - |
| 01.05.1943 | Московский военный округ | -                              | -                                       | -       | - |
| 01.06.1943 | Воронежский фронт        | 7-я гвардейская армия          | -                                       | -       | - |
| 01.07.1943 | Воронежский фронт        | 7-я гвардейская армия          | -                                       | -       | - |
| 01.08.1943 | Воронежский фронт        | 5-я гвардейская танковая армия | -                                       | -       | - |
| 01.09.1943 | Степной фронт            | 5-я гвардейская танковая армия | -                                       | -       | - |
| 01.10.1943 | Резерв Ставки ВГК        | 5-я гвардейская танковая армия | -                                       | -       | - |
| 01.11.1943 | 2-й Украинский фронт     | 5-я гвардейская танковая армия | -                                       | -       | - |
| 01.12.1943 | 2-й Украинский фронт     | 5-я гвардейская танковая армия | -                                       | -       | - |
| 01.01.1944 | 2-й Украинский фронт     | 5-я гвардейская танковая армия | 5-й гвардейский механизированный корпус | -       | - |
| 01.02.1944 | 2-й Украинский фронт     | 5-я гвардейская танковая армия | 5-й гвардейский механизированный корпус | -       | - |

## Командиры
- подполковник Ходос (на июль 1943)
- майор Дормаков Виктор Иванович 1918 г.р. (с 4 августа 1943 г. по 3 сентября 1943 г.)
- гвардии майор Бессчётнов Павел Максимович (до преобразования)